# Estação Ferroviária de Tunes
A Estação Ferroviária de Tunes é uma interface da Linha do Algarve, que funciona como ponto de entroncamento com a Linha do Sul, e serve a localidade de Tunes, no distrito de Faro, em Portugal.

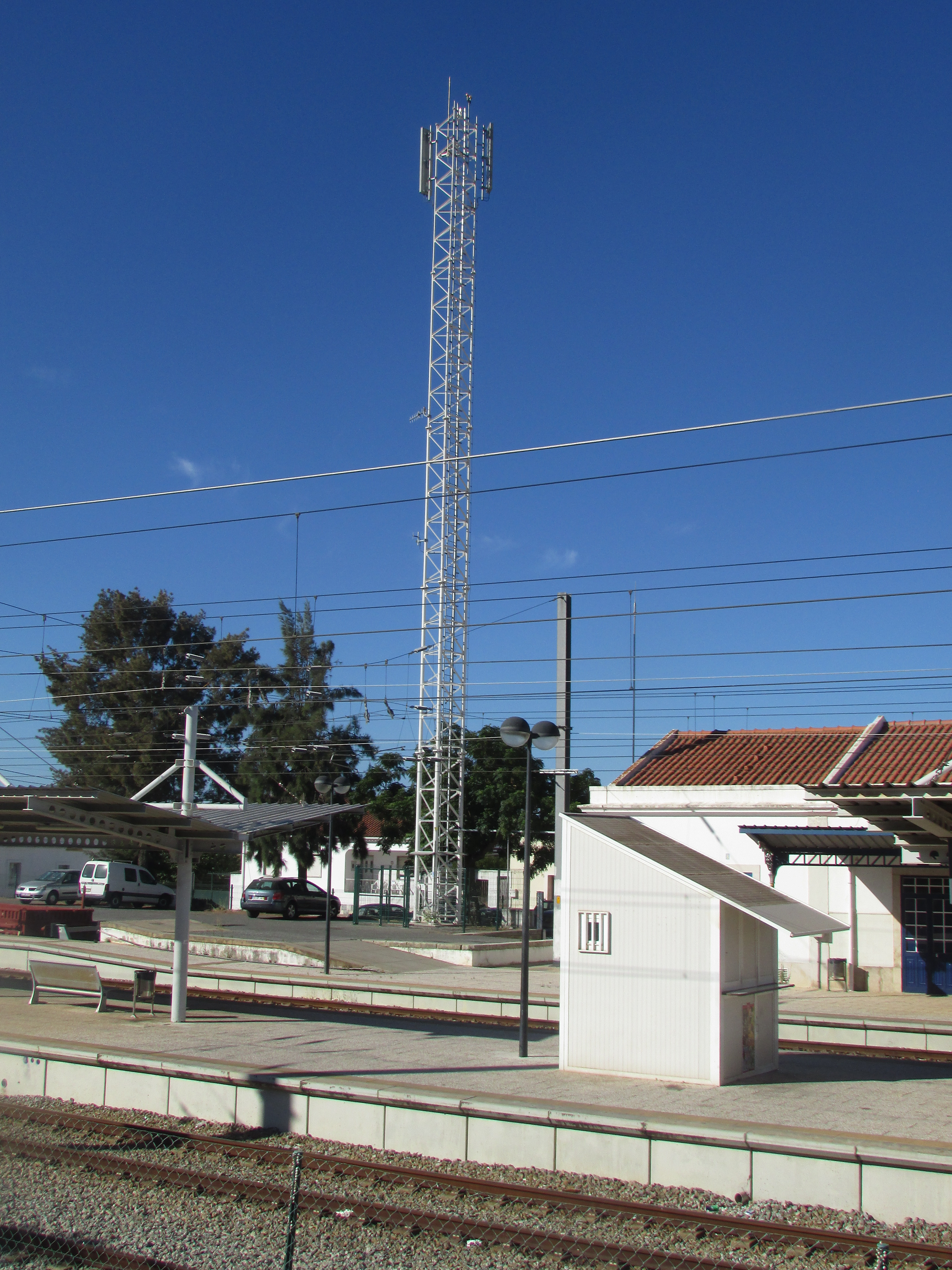
Aspeto da estação de Tunes em 2017, vendo-se a antena de comunicação rádio-comboio, e as plataformas com o respetivo equipamento.

## Descrição

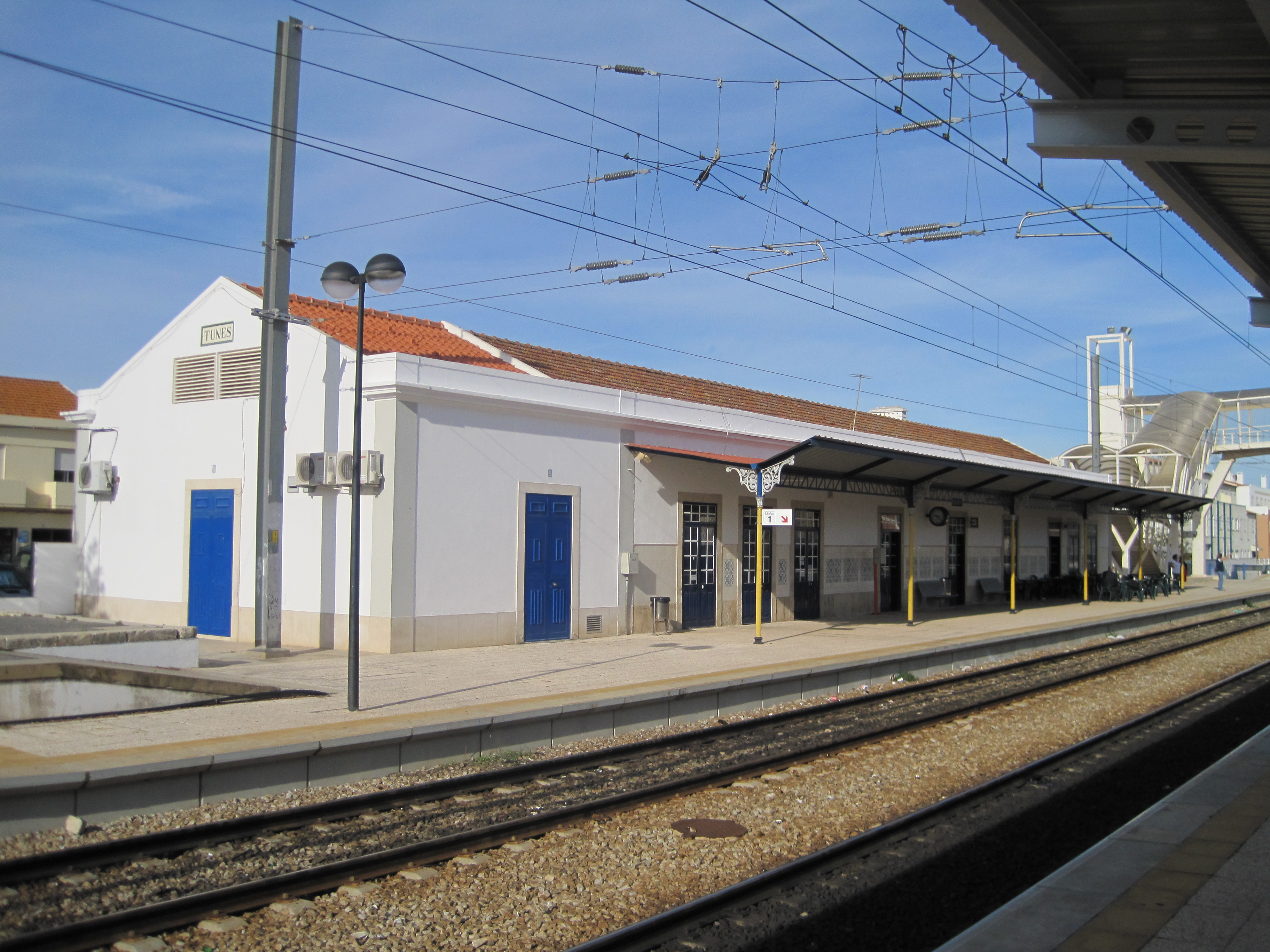
Edifício da estação, em 2009.

### Localização e acessos
Esta interface situa-se junto ao Largo 1.º de Dezembro, na localidade de Tunes, na freguesia de Algoz e Tunes. O edifício de passageiros situa-se do lado sudoeste da via (lado direito do sentido descendente, para V.R.S.A.).
| No brasão da Junta de Freguesia de Tunes, extinta em 2013, esta estação estava simbolizada por uma locomotiva a vapor. |

### Infraestrutura

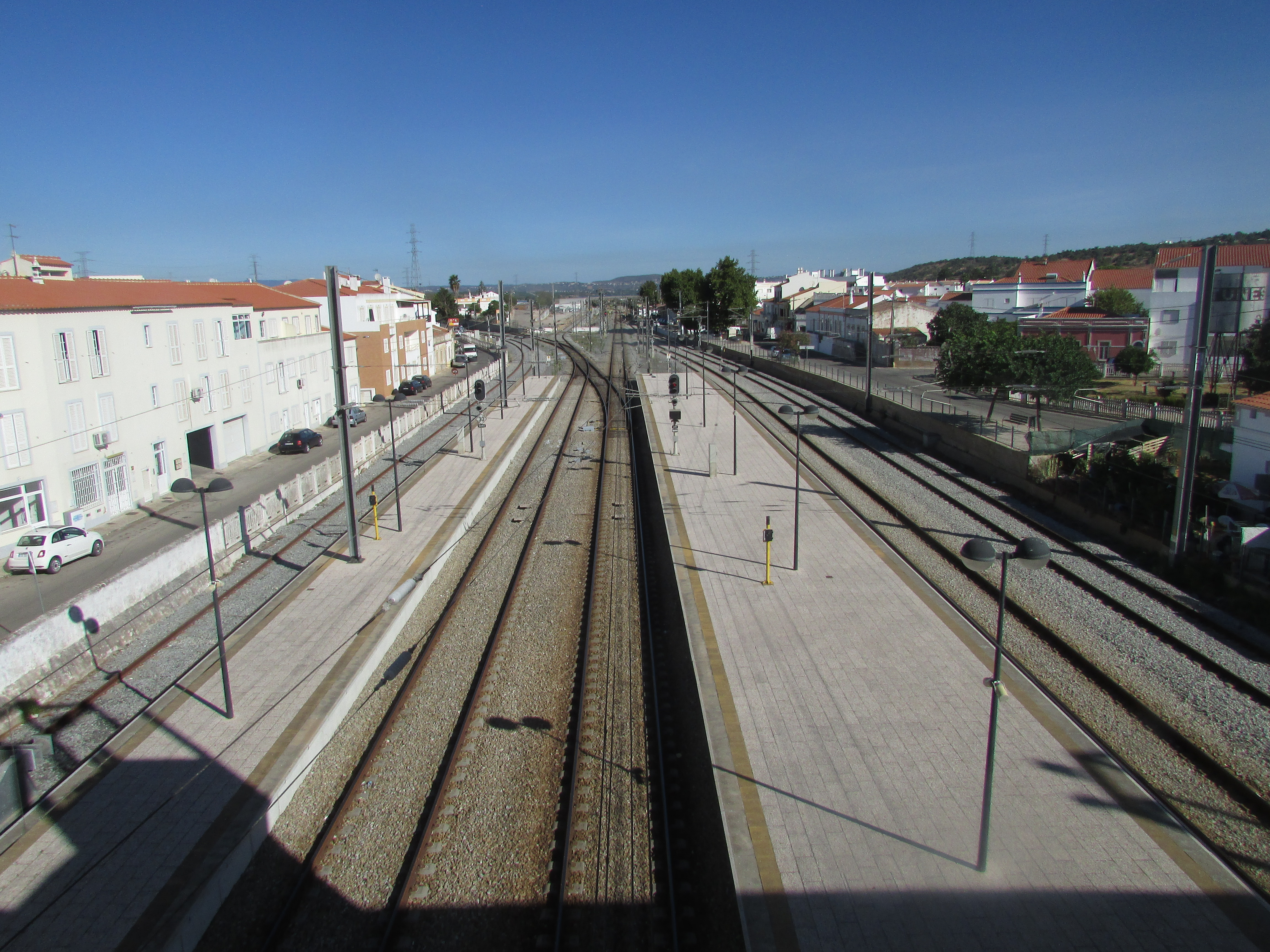
Vista geral da estação, em 2017

Esta interface apresenta cinco vias de circulação (numeradas consecutivamente de I a V) com extensões variando entre 185 e 398 m, quatro delas acessíveis por plataformas (todas exceto a IV), uma (da via V) com apenas 80 m de comprimento e 65 cm de altura e as restantes três com 300 m de comprimento e 90 cm de altura; existem ainda três via secundárias (VI a VIII) com comprimentos entre 70 e 220 m; não estão eletrificadas as vias V e VII, e apenas o estão parcialmente as restantes vias secundárias.
A informação aos passageiros, em 2005, era feita na própria estação, mas em 2007 já era realizada a partir de Faro.
Nesta estação a Linha do Sul entronca na Linha do Algarve no lado esquerdo do seu enfiamento descendente, bifurcando-se a via para noroeste e possibilitando percusos diretos Faro-Funcheira e Faro-Lagos, enquanto que o percurso Lagos-Funcheira tem de infletir aqui. Fruto desse entroncamento, esta estação é um ponto de câmbio nas características da via férrea e do seu uso:
| característica | Sul          | Sul           | Algarve desc. | Algarve desc. | Algarve asc. | Algarve asc. |
| -------------- | ------------ | ------------- | ------------- | ------------- | ------------ | ------------ |
| eletrificação  | Funcheira    | 25 kV ~ 50 Hz | Faro          | 25 kV ~ 50 Hz | Lagos        | —            |
| comunicações   | Funcheira    | rádio         | V.R.S.A.      | GSM-R         | Lagos        | GSM-R        |
| compr. máx.    | Ermidas-Sado | 490 m         | Faro          | 395 m         | Lagos        | —            |
| contorno       | Funcheira    | PT b+ (CPb+)  | Faro          | PT b+ (CPb+)  | Lagos        | PT b (CPb)   |
| carga máx.     | Funcheira    | D4            | Tavira        | D4            | Lagos        | B2           |

Em Tunes a quilometragem da Linha do Algarve atinge o seu mínimo: PK 301+889 (valor contado com o zero no Barreiro, no seguimento da quilometragem da Linha do Sul), tendo ambos os seus segmentos quilometragem crescente a partir deste valor, tanto para nascente (início do segmento 452, com término após V.R.S.A., ao PK 396+468), como para poente (início do segmento 451, com término em Lagos, ao PK 347+210) — esta situação invulgar é fruto das mudanças de designação e consistório das linhas do Sul e do Algarve ao longo das suas histórias (q.v.).

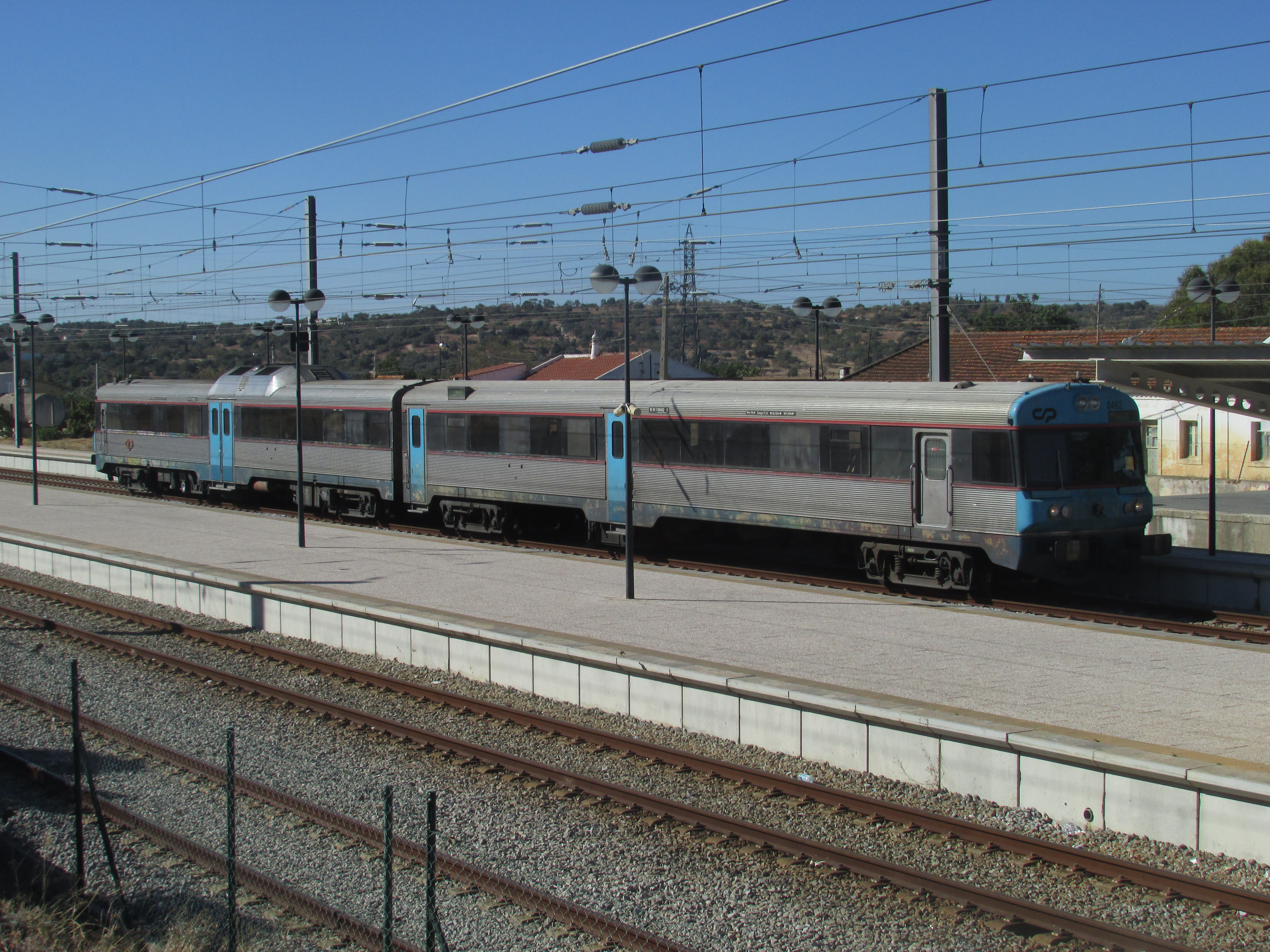
Comboio regional (série 0450, a diesel) em Tunes, em 2017.

Situa-se junto a esta estação a substação de tração de Tunes, de serviço simples e contratada à I.P., que assegura aqui a eletrificação de partes das linhas do Linha do Sul e do Linha do Algarve, entre a zona neutra de São Marcos da Serra e o término do troço eletrificado, em Faro.

### Serviços
Em dados de 2023, esta interface é servida por comboios de passageiros da C.P. de tipo regional tipicamente com nove circulações diárias em cada sentido entre Lagos e Faro, de tipo intercidades com três circulações diárias em cada sentido entre Lisboa - Santa Apolónia e Faro, e de tipo Alfa Pendular com duas circulações diárias em cada sentido entre Porto-Campanhã e Faro.

## História

### Planeamento, construção e inauguração
Desde 1858 que se discutiu como continuar o Caminho de Ferro do Sul, que na altura terminava em Beja, até Faro. No entanto, só em 21 de Abril de 1864 é que foi assinado o contrato entre o governo e a Companhia dos Caminhos de Ferro de Sul e Sueste, para a construção da ligação ferroviária entre Beja e o Algarve. Em 25 de Janeiro de 1866, uma carta de lei estabeleceu que a linha deveria estar concluída até 1 de Janeiro de 1869, e terminar em Faro. O governo abriu concurso para a construção deste caminho de ferro a 26 de Janeiro de 1876.

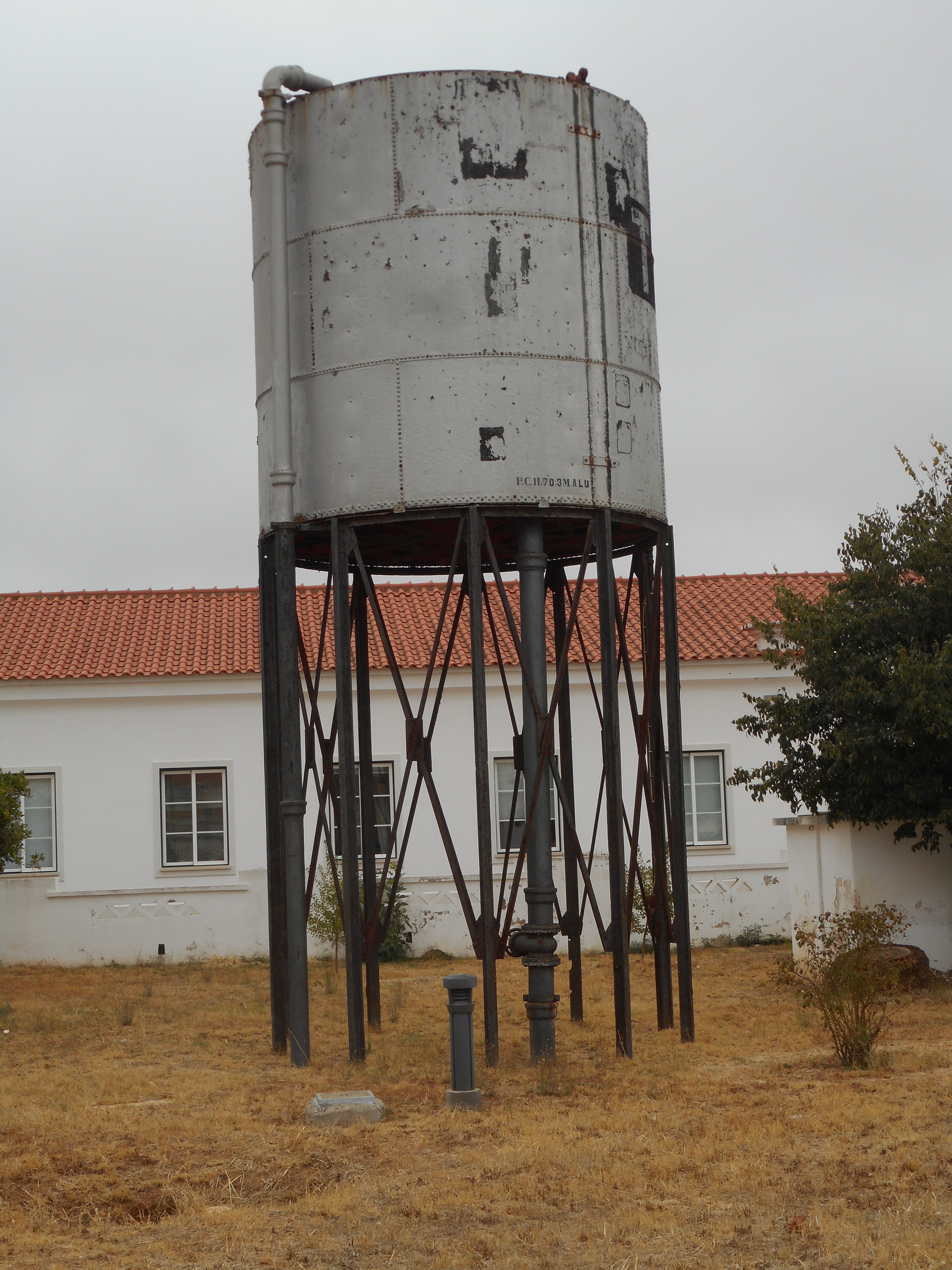
Antiga torre de água da estação de Tunes, em 2015.

Nos finais de 1876, a via entre Faro e São Bartolomeu de Messines encontrava-se totalmente assente. A 1 de Julho de 1889, foi aberto à exploração o troço entre Faro e Amoreiras.

### Ligação a Algoz
Em 10 de Agosto de 1897, foi apresentado um projecto de lei para a construção de vários caminhos de ferro, incluindo um de Tunes a Portimão e Lagos. Em 11 de Novembro do mesmo ano, o Conselho Superior de Obras Públicas e Minas aprovou o projecto para o troço até Portimão.
Nos princípios de 1899, foi realizado um inquérito administrativo, para a apreciação do público sobre os projectos ferroviários dos Planos das Redes Complementares ao Norte do Mondego e Sul do Tejo; entre os projectos, estava o ramal de Tunes a Lagos, que já se encontrava em construção. A primeira secção deste ramal, até Algoz, entrou ao serviço em 10 de Outubro desse ano. O comboio inaugural, constituído pela locomotiva n.º 14, um furgão e carruagens de passageiros, saiu de Tunes às 5 horas e 15 minutos da manhã, e chegou a Algoz cerca de um quarto de hora depois.

Originalmente, não existia a concordância entre o Ramal de Lagos e a Linha do Sul, pelo que os comboios com destino ou origem no sentido de Lisboa tinham de fazer inversão de marcha na estação. Esta foi mais tarde construída, para obviar a esta limitação — o seu desmantelamento na década de 1990 e alienação do terreno por onde passava voltaria a impossiblitar circulações diretas entre Lagos e a Linha do Sul).

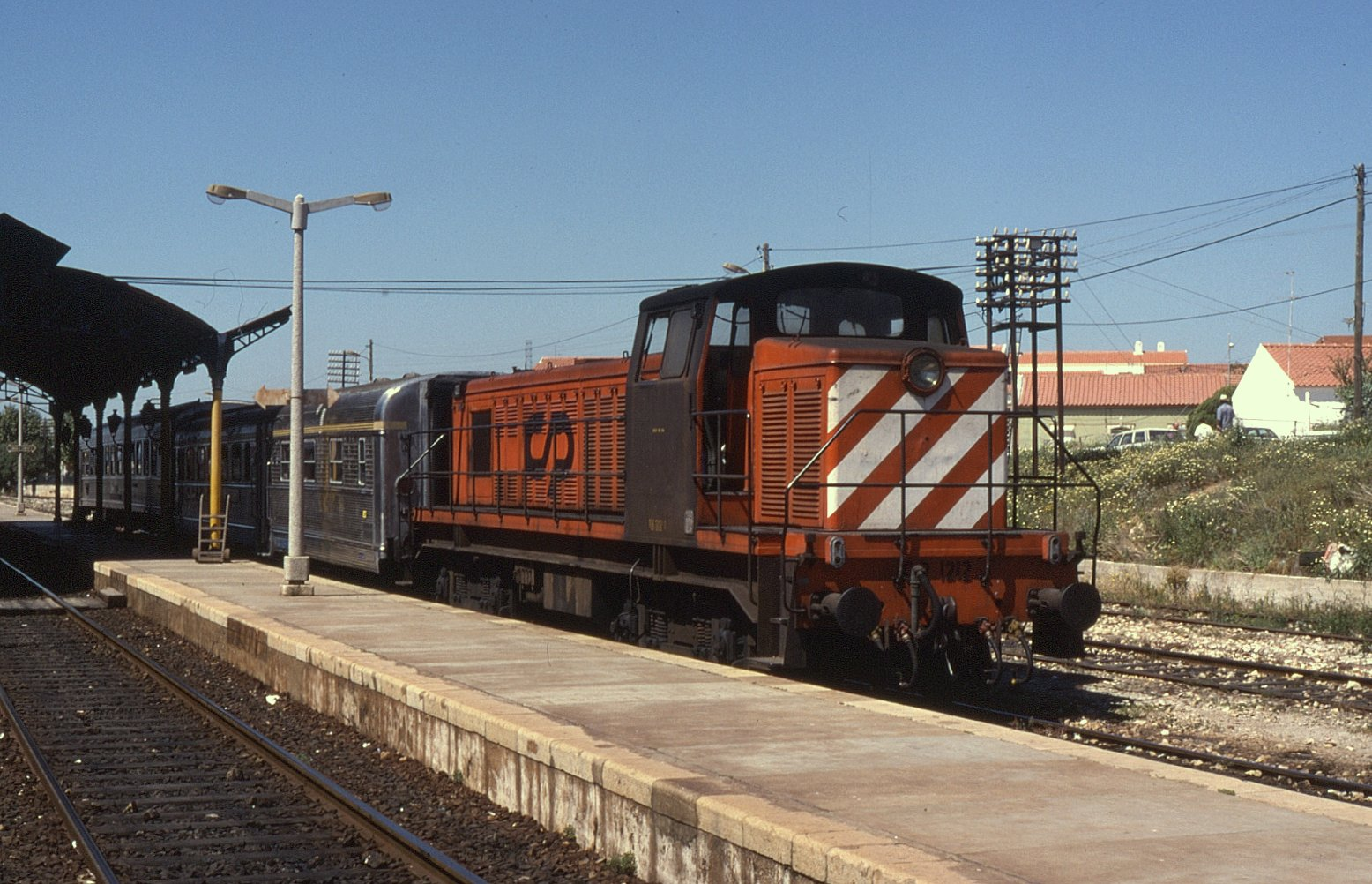
Comboio de passageiros na estação de Tunes, em 1999.

### Século XX
Em 1 de Agosto de 1904 deu-se um acidente na estação de Tunes, quando dois comboios colidiram devido a erros de sinalização, tendo provocado apenas alguns feridos ligeiros e pequenos danos no material circulante, que puderam prosseguir as suas viagens.
Em Setembro de 1926, o Ministério do Comércio publicou uma portaria, ordenando a compra de um terreno anexo à estação, de forma a construir casas para os funcionários da Companhia dos Caminhos de Ferro de Sul e Sueste. Em Dezembro do mesmo ano, o governo autorizou a Companhia a adquirir outro terreno, para expandir a estação e construir habitações para o pessoal. Em 11 de Maio de 1927, a Companhia dos Caminhos de Ferro Portugueses passou a explorar as redes do Sul e Sueste e Minho e Douro, que até então faziam parte dos Caminhos de Ferro do Estado. Em 1929, Brito Camacho fez uma viagem de comboio entre Tunes e Portimão.
A estação de Tunes foi ligada à rede rodoviária nacional na primeira metade da década de 1930. Em finais de 1933, a Comissão Administrativa do Fundo Especial de Caminhos de Ferro aprovou a instalação de um reservatório de 100 m³ em Tunes. Em 1939, a Companhia dos Caminhos de Ferro Portugueses fez obras de expansão na toma de água, que consistiram na abertura de um novo poço, instalação de um reservatório em cimento, e a montagem de um motor a óleo.
Um diploma publicado no Diário do Governo n.º 106, II Série, de 8 de Maio de 1940, aprovou o projecto para a ampliação e deslocação do cais do carvão na estação de Tunes Em 1 de Novembro de 1954, a Companhia iniciou os serviços de automotoras entre Lagos e Vila Real de Santo António, sendo inicialmente feitas oito circulações diárias, incluindo uma em cada sentido entre Lagos e Tunes.
Em 4 de Junho de 1969, o Conselho de Administração da Companhia dos Caminhos de Ferro Portugueses aprovou a criação de comboios especiais, no regime de excursão, para tentar combater a concorrência do transporte rodoviário. Em 1990, foi realizado o concurso para o projecto SISSUL - Sistemas integrados de sinalização do Sul, que previa a modernização dos sistemas de sinalização nas estações e plena via nos troços do chamado Itinerário do Carvão, de Ermidas-Sado até à Central do Pego; em 1996, previa-se que este sistema seria prolongado até Faro, incluindo Tunes.

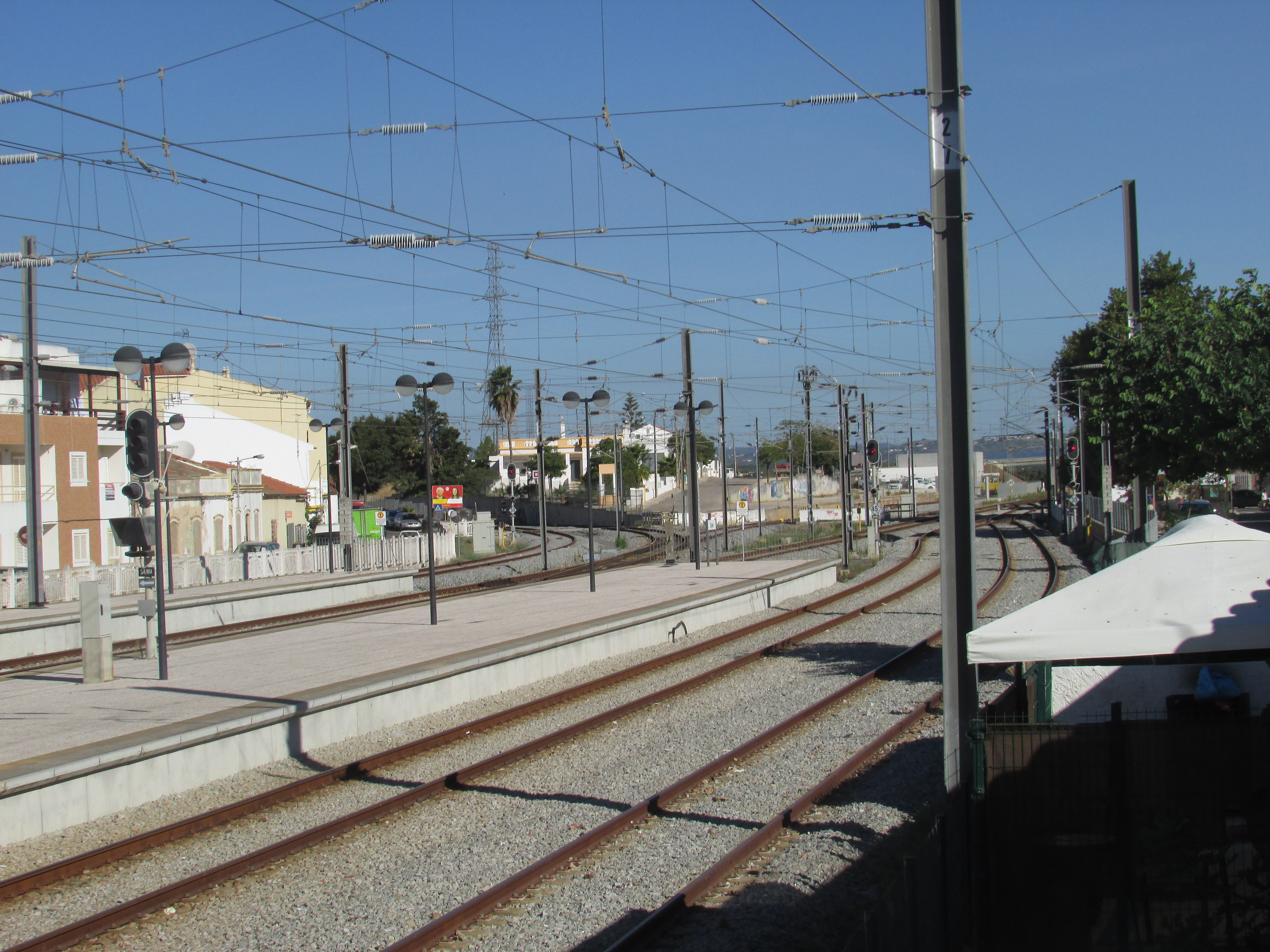
Vista da estação em 2017, sobre a área que anteriomente consistia o âmago do triângulo ferroviário de Tunes.

### Século XXI
Em 2003, a Rede Ferroviária Nacional inaugurou a Estação de Concentração de Sinalização de Tunes.
Entre os dias 27 e 30 de Maio de 2006, a Junta de Freguesia de Tunes acolheu uma exposição sobre os caminhos de ferro, tendo sido exposta uma maqueta da estação de Tunes, na época entre os anos 60 e 70.
Em Maio de 2009, um jovem de 26 anos foi detido pela Guarda Nacional Republicana nesta estação, devido à posse de heroína e cocaína.
Em 2005, esta interface tinha a classificação C da Rede Ferroviária Nacional (classificação que manteria em 2011). Nesse ano, mantendo a configuração das décadas anteriores, contava com cinco vias de circulação e encontrava-se habilitada para a realização de manobras de material circulante. Em 2007, as extensões das vias, eram, correspondentemente, de 242, 272, 375, 393 e 180 m, tendo as quatro plataformas 306, 300, 300 e 90 m de comprimento. Em 2011, as linhas já tinham sido alteradas, passando a apresentar 278, 292, 369, 401 e 181 m de comprimento; as plataformas tinham 300 a 90 metros de extensão, e 65 a 30 cm de altura — valores mais tarde ampliados para os atuais.

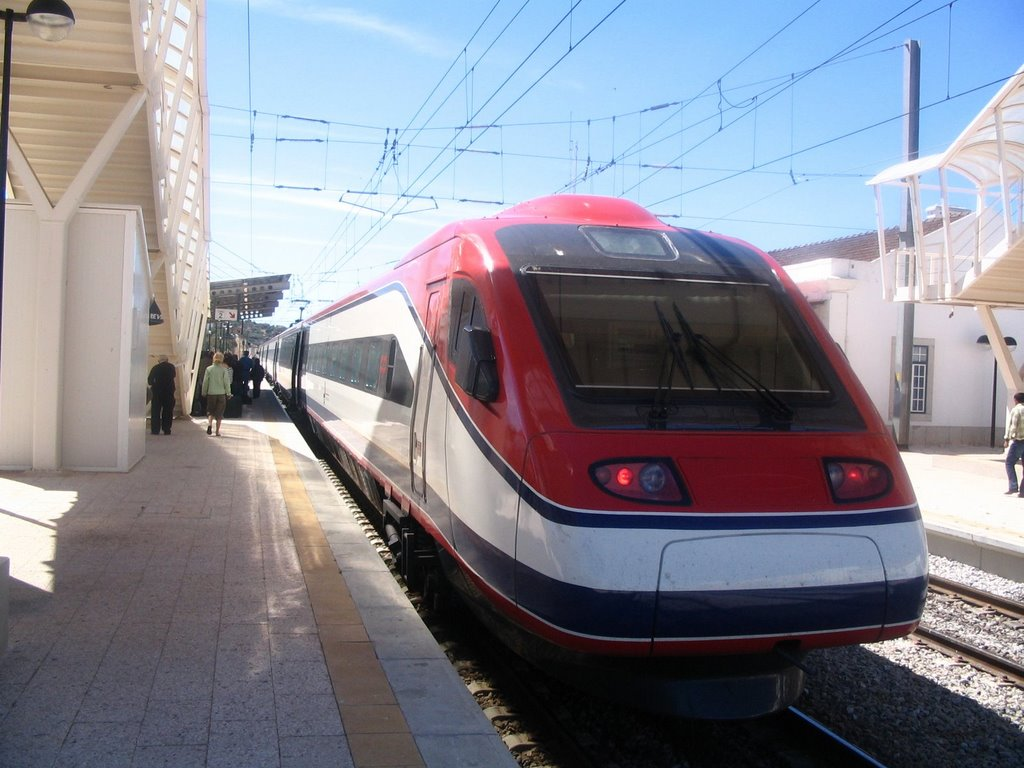
Alfa Pendular em Tunes, em 2007.

Em 2022, previa-se para 2024 a conclusão da eletrificação total da Linha do Algarve, projeto anunciado ainda na década anterior.